# Casalanguida
Casalanguida es un municipio situado en el territorio de la Provincia de Chieti, en Abruzos (Italia).

## Demografía
| Gráfica de evolución demográfica de Casalanguida entre 1861 y 2001 |
|                                                                    |
| fuente ISTAT - elaboración gráfica a cargo de Wikipedia            |

- Datos: Q51195
- Multimedia: Casalanguida / Q51195

1. ↑  Worldpostalcodes.org, código postal n.º 66031.
2. ↑  «Codici Catastali». Comuni-italiani.it (en italiano). Consultado el 29 de abril de 2017.